# Trzynasta w Samo Południe
Trzynasta w Samo Południe – polski zespół rockowy założony w 2009 roku. W skład grupy wchodzą: gitarzysta i wokalista Michał Pocheć, basista Kacper "Katz" Dziuba, harmonijkarz Amadeusz "Krootky" Kuźniarski, gitarzysta Piotr "Młody" Pocheć oraz perkusista Michał "Bandaż" Bednarz.
W 2012 roku grupa wzięła udział w czwartej edycji programu Must Be the Music. Tylko muzyka w telewizji Polsat, gdzie dotarła do półfinału. Występ przed szerszym gronem odbiorców umożliwił grupie podpisanie kontraktu z wytwórnią muzyczną Sony Music Entertainment Poland. W 2013 zagrali koncerty na kilku festiwalach m.in. na Rock'n'Roll Cadillac Festival, Łykend Promo Festiwal i Konfrontacjach Rockowych.
W 2014 roku zagrali koncerty m.in. podczas festiwali Rockowe Odloty oraz Przystanek Woodstock. Wiosną tego roku wzięli udział w czwartej edycji programu X Factor, gdzie trafili do drużyny Kuby Wojewódzkiego i zajęli ostatecznie piąte miejsce. 21 października wydali swój debiutancki album studyjny zatytułowany Hell Yeah!. Wydawnictwo promowane teledyskiem do utworu tytułowego dotarło do 25. miejsca polskiej listy przebojów - OLiS. Pochodzący z płyty singel dotarł ponadto do 1. miejsca listy Turbo Top emitowanej przez rozgłośnię radiową Antyradio.

## Dyskografia
Albumy studyjne
| Tytuł      | Dane dot. albumu                                                                                       | Pozycja na liście |
| Tytuł      | Dane dot. albumu                                                                                       | POL               |
| ---------- | --- | ----------------- |
| Hell Yeah! | - Data: 21 października 2014 - Wydawca: Sony Music Entertainment Poland - Format: CD, digital download | 25                |
| II         | - Data: 22 lutego 2019 - Wydawca: Góra Muzyki - Format: CD, digital download                           |                   |

Single
| "Hell Yeah!"                 | 2014 | 1 | 31 | 40 | Hell Yeah! |
| "Biegnę"                     | 2015 | 4 | 49 | —  | Hell Yeah! |
| "—" singel nie był notowany. |      |   |    |    |            |

## Teledyski
| Tytuł        | Rok  | Reżyseria         | Album      | Źródło |
| ------------ | ---- | ----------------- | ---------- | ------ |
| "Hell Yeah!" | 2014 | Przemek Chojnacki | Hell Yeah! | [ 11 ] |
| "Biegnę"     | 2015 | Inbornmedia       | Hell Yeah! | [ 12 ] |